# Baie de Kani
Pour les articles homonymes, voir Kani (homonymie).
La baie de Kani est l'une des baies de l'océan Indien formée par la côte sud de l'île principale de Mayotte, soit Grande-Terre.

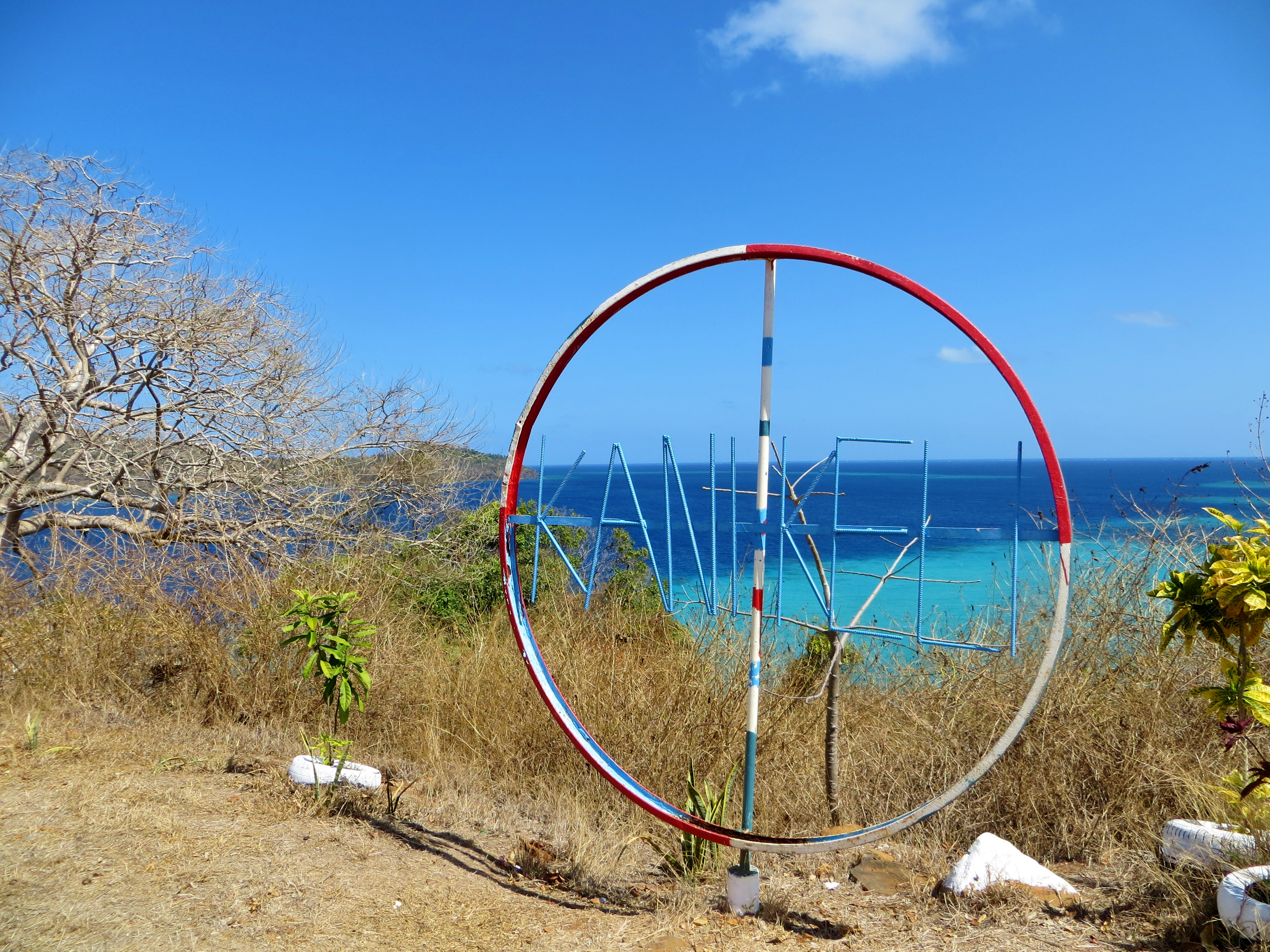
Littoral de Kani-Kéli.